# Niederrohrdorf
Niederrohrdorf est une commune suisse du canton d'Argovie, située dans le district de Baden.

Photo aérienne prise à 300 m par Walter Mittelholzer (1920).